# Рошковиці (Опольський повіт)
Рошковиці (пол. Roszkowice, нім. Roßdorf) — село в Польщі, у гміні Немодлін Опольського повіту Опольського воєводства.
Населення — 146 осіб (2011).
У 1975-1998 роках село належало до Опольського воєводства.

## Демографія
Демографічна структура станом на 31 березня 2011 року:
|          | Загалом | Допрацездатний вік | Працездатний вік | Постпрацездатний вік |
| -------- | ------- | ------------------ | ---------------- | -------------------- |
| Чоловіки | 86      | 20                 | 61               | 5                    |
| Жінки    | 60      | 11                 | 39               | 10                   |
| Разом    | 146     | 31                 | 100              | 15                   |